# Ellis Jeffreys

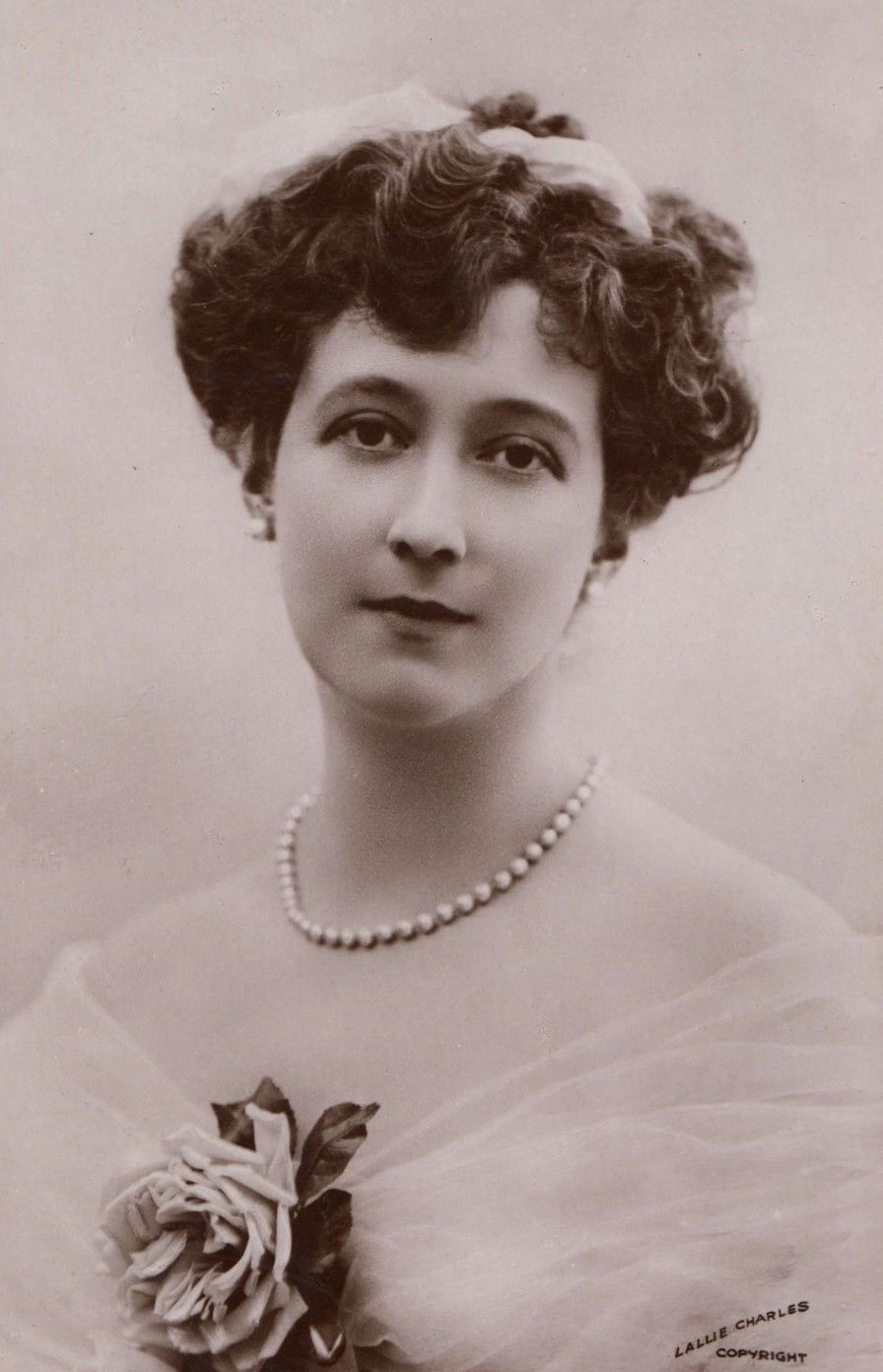
Ellis Jeffreys

Minnie Gertrude Ellis Jeffreys (12 de maio de 1872 – 21 de janeiro de 1943) foi uma atriz britânica nascida em Colombo, no Sri Lanka. Ela trabalhou em mais de 75 produções teatrais e 11 filmes. Sua primeira apresentação foi com a D'Oyly Carte Opera Company, em 1889.
A atriz foi a mãe do ator George Curzon. Ela morreu em Surrey, Inglaterra.

## Filmografia selecionada
- Birds of Prey (1930)
- Limelight (1936)